# غران تورزمو 6
غران تورزمو 6 (بالإنجليزية: Gran Turismo 6)‏ هي لعبة فيديو من نوع السباقات تاريخ صدورها هو 5 ديسمبر 2013 وهي متوفرة على أجهزة بلاي ستيشن 3 الحصرية. اللعبة من تطوير شركة بوليفني ديجيتال وهي من نشر شركة سوني كمبيوتر إنترتينمنت، وهي اللعبة الثانية عشرة في سلسلة جران توريزمو واللعبة الرئيسية السادسة بعد غران تورزمو 5.

## وصلات خارجية
- غران تورزمو 6 على موقع IMDb (الإنجليزية)